# Vondelkerk
De Vondelkerk is een kerkgebouw in de Vondelstraat in Amsterdam-West. Van 1880 tot 1977 was zij in gebruik als kerk van het Allerheiligst Hart van Jezus voor de gelijknamige rooms-katholieke parochie. Tegenwoordig is de middenruimte onder andere in gebruik als concertzaal en zijn ruimtes eromheen verhuurd als kantoorruimte.

## Ontstaan en architectuur
Toen men rond 1870 plannen opvatte om een kerk te bouwen aan het Vondelpark werd er een beroep gedaan op architect P.J.H. Cuypers, die zelf parochiaan was. Cuypers deed extra zijn best op deze kerk in neogotische stijl, waar hij vanuit zijn woonhuis op uitkeek. Er werd in 1873 een landelijke loterij georganiseerd ten bate van de voltooiing van de kerk. Koningin Sophia schonk ter verloting twee kostbare salonlampen. Op 16 juni 1880 werd het gebouw in gebruik genomen. Het was het eerste kerkgebouw ter wereld dat aan het Allerheiligst Hart van Jezus werd gewijd.
Cuypers heeft de Vondelkerk ontworpen naar middeleeuws voorbeeld, maar gebruik gemaakt van moderne technieken, zoals stalen constructies voor de toren. De ingang van de kerk was oorspronkelijk aan de zuidzijde, in het verlengde van de Vondelstraat. Hier zitten nu kantoren. Waar nu de garderobe is, was het koor met het altaar. Karakteristiek is de opbouw in gekleurd baksteen metselwerk, voornamelijk donker en lichtrood voor de pijlers. De gewelven hebben gele velden en groenwitte ribben. 
‘Een toren moet hoog zijn, een lage toren is een onding’ was een bekende uitspraak van Cuypers, vandaar de 50 meter hoge toren. Bij een grote brand in 1904 ging de oorspronkelijke toren verloren. Door een ingenieuze constructie met een stalen ring waarop de toren rustte, bleef de kerk zelf gelukkig gespaard. De herbouw van de toren gebeurde naar een ontwerp van zoon Joseph Cuypers en werd, net als de bouw van de kerk enkele decennia eerder, mogelijk gemaakt dankzij vele giften, ook van niet-katholieken.
Langs de zijbeuken (nu ingang toiletten) zijn tegeltableaus aangebracht als ondergrond voor de (niet meer aanwezige) kruiswegstaties.  Op de consoles van de pilaren stonden heiligenbeelden. Deze zijn in de jaren ’70 geveild.
In het midden van de kerk is, recht naar boven kijkend, een schild te zien met op een blauwe achtergrond een symbolische weergave van de heilige stad Jeruzalem. De gebrandschilderde ramen hebben onder andere voorstellingen van de vier evangelisten, Marcus, Mattheüs, Lucas en Johannes.

## Verval

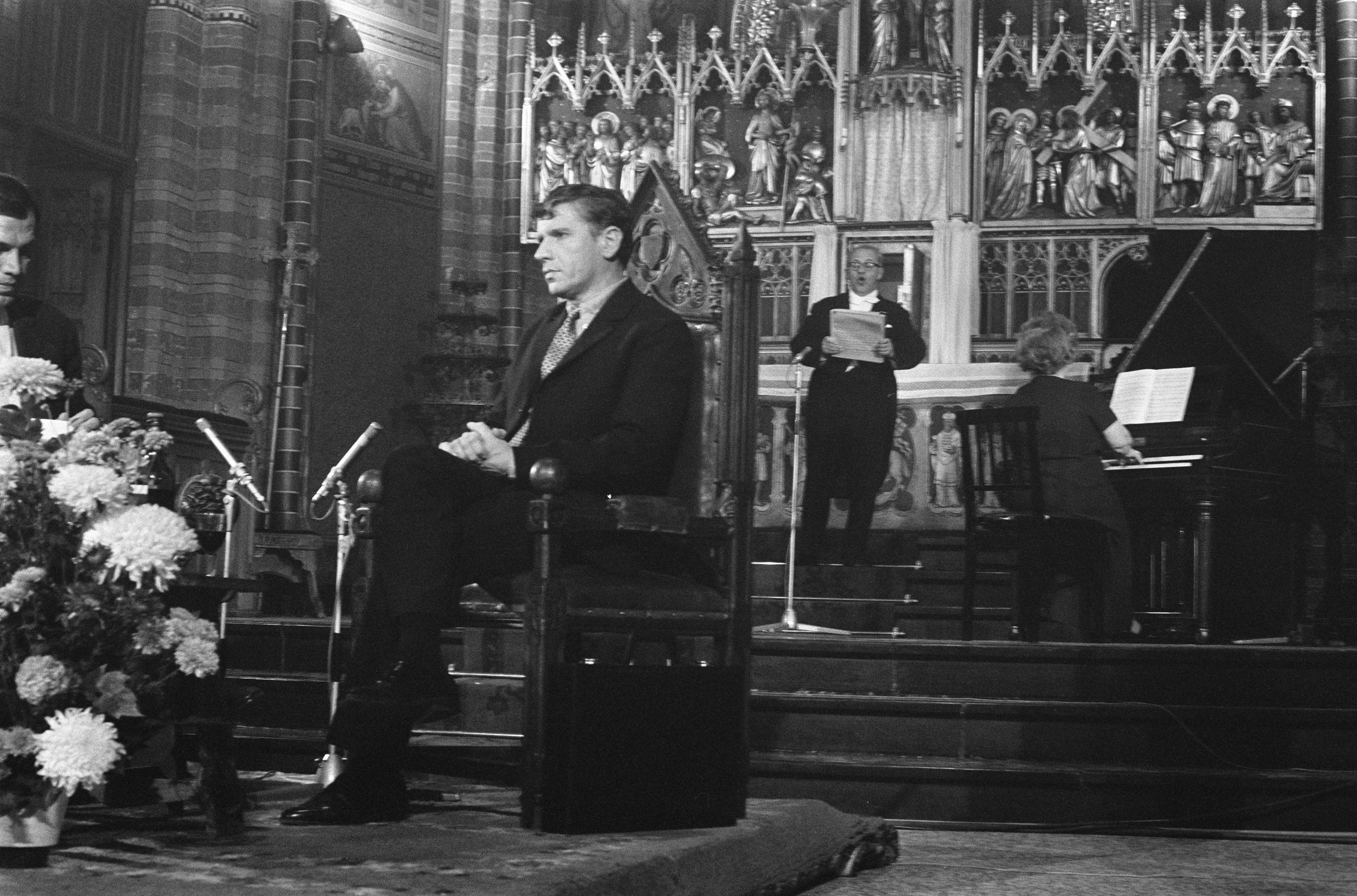
Gerard Reve in de Vondelkerk (1969, na de uitreiking van de P.C. Hooft-prijs)

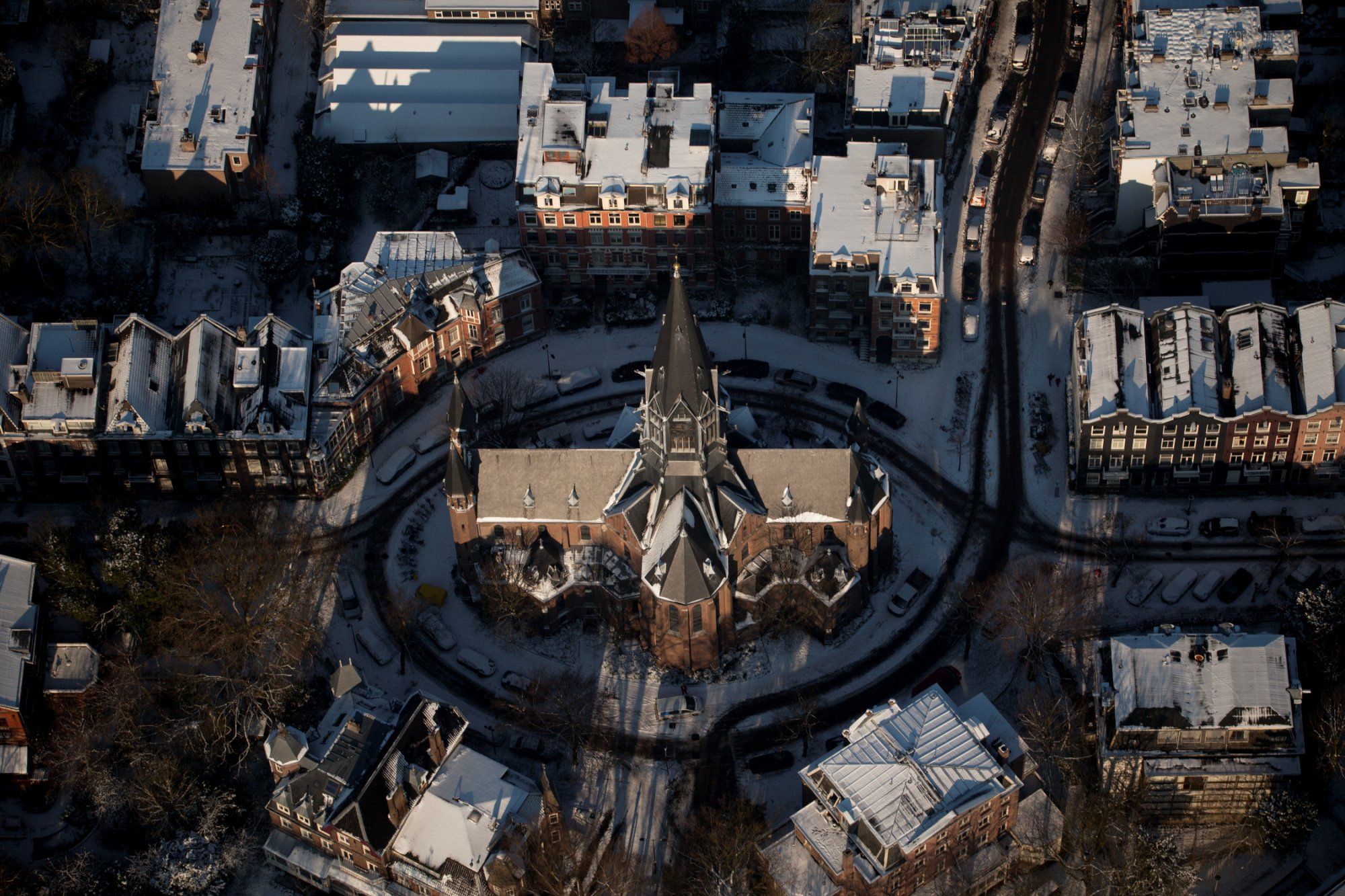
Foto van de Vondelkerk van Stadsherstel Amsterdam. Bron: Cris Toala Olivares.

Op 23 oktober 1969 verzorgde de Maatschappij der Nederlandse Letterkunde in samenwerking met de VPRO een controversieel tv-programma ter ere van de P.C. Hooft-prijs-winnaar Gerard Reve in de Vondelkerk. In augustus 1978 werd het kerkgebouw wegens bouwvalligheid gesloten op advies van het bisdom Haarlem. Het bisdom verkocht de kerk op 12 oktober 1979 voor een gulden aan een belegger. Het gebouw werd gekraakt. In november 1984 kocht de op 2 oktober 1980 gestichte Stichting Vondelkerk het gebouw op teneinde het te kunnen behouden en restaureren. Op 31 december 1993 werd het gebouw overgedragen aan het Amsterdams Monumenten Fonds dat op 31 december 1999 fuseerde met Stadsherstel Amsterdam NV. De Vondelkerk werd door architect André van Stigt gerestaureerd, waarna het als een multifunctioneel gebouw voor de stad behouden werd.